# Lufilufi
Lufilufi is een plaats in Samoa en is de hoofdplaats van het district Atua op het eiland Upolu.
In 2006 telde Lufilufi 924 inwoners.